# Cormotypa auchmera
Cormotypa auchmera är en fjärilsart som beskrevs av Turner 1917. Cormotypa auchmera ingår i släktet Cormotypa och familjen plattmalar. Inga underarter finns listade i Catalogue of Life.